# Myosotis diminuta
Myosotis diminuta är en strävbladig växtart som beskrevs av Hans Rudolph Jürke Grau och H. Riedl. Myosotis diminuta ingår i släktet förgätmigejer, och familjen strävbladiga växter. Inga underarter finns listade i Catalogue of Life.